# Louis Bretocq
Louis Nicolas Bretocq est un homme politique français né le 9 août 1753 à Saint-Étienne-la-Thillaye (Calvados) et mort le 2 mai 1833 au même lieu.
Administrateur du district de Saint-Étienne-la-Thillaye, il est député du Calvados de 1791 à 1792, siégeant avec la majorité.

## Sources
« Louis Bretocq », dans Adolphe Robert et Gaston Cougny, Dictionnaire des parlementaires français, Edgar Bourloton, 1889-1891 [détail de l’édition]